# Ola de calor en Europa de julio de 2019
La ola de calor europea de julio 2019 fue un período de clima extremadamente caluroso, estableció en su momento los más altos registros de temperatura de todos los tiempos en Bélgica, Francia, Alemania, Luxemburgo, Países Bajos y Reino Unido. Siguió a la ola de calor europeo de junio 2019, causante de la muerte de al menos 13 personas, y registros anteriores superados por 3 °C (5.4 °F) en Bélgica, 2.9 °C (5.2 °F) en Luxemburgo, 2.1 °C (3.8 °F) en Alemania y Países Bajos y 0.2 °C (0.36 °F) en el Reino Unido.
La ola de calor mató a miles de animales cuando los sistemas de ventilación en los graneros se vieron desbordados. Debido a las altas temperaturas de agua de río y flujos lentos, particularmente en Francia y, en cierta medida, en Alemania, una serie de centrales térmicas que utilizan refrigeración de circuito abierto y no tienen torres de enfriamiento han tenido que reducir la producción o cerrar para evitar infringir los límites ambientales de temperatura de agua de río diseñada para proteger la vida acuática.

## Historia meteorológica
La ola de calor fue causada por un fuerte bloqueo en omega, que consiste en aire caliente y seco del norte de África, atrapado entre los sistemas de tormentas frías. El área de alta presión de aire caliente, llamada Yvonne, se extendía desde el Mediterráneo central hasta Escandinavia y estaba atrapada entre dos áreas de baja presión, una sobre el oeste de Rusia y la otra sobre el Atlántico oriental.

## Por país

### Bélgica
El 24 de julio de 2019, se midió la temperatura más alta registrada en Bélgica, llegó a 40,2 grados Celsius (104,4 °F) en la ciudad de Angleur. El mismo día, los pasajeros fueron evacuados de un tren Eurostar que se había averiado entre Halle y Tubize, ya que muchos comenzaron a enfermarse debido a las temperaturas extremas. El 25 de julio, el récord se rompió nuevamente, llegó a 41,8 grados Celsius (107,2 °F) en Begijnendijk (Brabante flamenco). El récord anterior fue de 38,8 grados Celsius (101,8 °F) , alcanzado en 1947.

### Francia

Avisos meteorológicos vigentes del 24 al 25 de julio en Francia
No particular vigilanceSin vigilancia particular
WarningAlerta
Vigilance requiredVigilancia requerida
Absolute vigilanceAbsoluta vigilancia

En julio de 2019, Francia experimentó su segunda ola de calor en menos de un mes, batiendo varios récords de temperatura regionales y nacionales. En el mes anterior, una temperatura récord nacional de 46,1 grados Celsius (115 °F) se midió en la comuna sur de Gallargues-le-Montueux.
El 23 de julio, 80 departamentos de Francia fueron incluidos en una alerta de ola de calor naranja por Météo-France y 20 departamentos se incluyeron en una alerta roja al día siguiente. El 24 de julio, una temperatura de 41,2 grados Celsius (106,2 °F) fue registrada por Météo-France en Burdeos, rompiendo el récord anterior de la ciudad de 40,7 grados Celsius (105,3 °F) en 2003. Del mismo modo, el 25 de julio, una temperatura de 42,6 grados Celsius (108,7 °F) se registró en París, también rompiendo el récord anterior de la ciudad de 40,4 grados Celsius (104,7 °F) en julio de 1947.
Se cerraron dos reactores nucleares en el suroeste de Francia y se redujo la producción de seis reactores para evitar incumplir los límites ambientales de la temperatura de los ríos que utilizan para enfriar el agua. Esto redujo la generación de energía nuclear francesa en alrededor de 5,2 giga vatios en un momento de mayor demanda de electricidad debido al uso de dispositivos de enfriamiento.

### Alemania
El 25 de julio, se registró una temperatura de 42,6 grados Celsius (108,7 °F) en Lingen, Baja Sajonia.. Esto batió el récord de la temperatura más alta jamás registrada en Alemania, siguiendo su récord anterior de 40,5 grados Celsius (104,9 °F) medido un día antes. Veinticinco estaciones meteorológicas en el país informaron temperaturas de 40 grados Celsius (104 °F) o superior el 25 de julio. Antes de esta ola de calor, la temperatura más alta registrada en Alemania era 40,3 grados Celsius (104,5 °F) en Kitzingen en 2015.
Al final de la ola de calor, en el anochecer del 26 de julio de 2019, el nivel de alerta máximo, púrpura, más alto que rojo, se desencadenó por tormentas extremadamente violentas en tres distritos (Landkreise) de la Tierra Baden-Württemberg, concretamente Freudenstadt, Böblingen y Calw.

### Luxemburgo
El 25 de julio, se puso en marcha una alerta roja de calor extremo en todo el país por Meteolux. El mismo día, se midió una temperatura de 40,8 grados Celsius (105,4 °F) en Steinsel, la más alta jamás registrada en el país, batió el récord de 37,9 grados Celsius (100,2 °F) ambientada en Findel en 2003.
El alto calor y las condiciones secas causaron varios incendios durante la ola de calor. El 24 de julio, se produjo un incendio cerca de Schumannseck, y las balas de heno se incendiaron en un campo. El 25 de julio, se produjo un incendio forestal en Hamm, y un camión de bomberos explotó cuando se vio envuelto en llamas mientras asistía a la escena.

### Países Bajos
En los Países Bajos, se activó una alerta naranja para todo el país debido al calor extremo. El récord anterior de calor de alta temperatura 38.6, establecido en Warnsveld en 1944, se rompió el 24 de julio cuando la temperatura alcanzó los 39,3. Al día siguiente, 40,7 grados Celsius (105,3 °F)     se midió en Gilze en Rijen . Las Islas Frisias Occidentales fue la única región en la que no se emitió ninguna alerta meteorológica, pero hubo una ola de calor por primera vez en Vlieland y Terschelling desde que comenzaron las mediciones en 1996.
El 27 de julio, el KNMI finalizó la alerta naranja para Holanda del Sur, Zelanda, Brabante Septentrional y Limburgo. El mismo día a las 22:32 CEST se terminó la alerta naranja para todo el país.
El 22 de julio, ProRail anunció el código rojo para los controladores de tráfico, ya que era necesario un estado de alerta adicional para los altercados en las vías y otros problemas debido al calor. El 25 de julio, NS canceló los servicios en el ferrocarril de alta velocidad Schiphol – Amberes entre Ámsterdam — Schiphol— Róterdam y la conexión entre Ámsterdam — Eindhoven y Eindhoven— Heerlen . Como los trenes estuvieron expuestos a altas temperaturas, se requirió más mantenimiento y algunos quedaron fuera de servicio. Las unidades sin aire acondicionado o ventanas para abrir también quedaron fuera de servicio. Esto continuó hasta el día siguiente, excepto con otras cuatro rutas no disponibles; Ámsterdam — Alkmaar, Ámsterdam — La Haya, Duivendrecht — Lelystad y Schiphol — Nijmegen.
Muchos animales de granja murieron como resultado de las altas temperaturas, principalmente debido a la falla de los sistemas de ventilación. Debido a una falla eléctrica en un establo de pollos en Neer, 4.000 pollos murieron. Cientos de pollos también murieron mientras eran transportados a Polonia el 24 de julio debido al aumento de las temperaturas. El mismo día, cientos de cerdos murieron en Middelharnis debido a una falla de energía en los sistemas de ventilación, y 2.100 cerdos murieron en Maarheeze cuando los establos alcanzaron temperaturas de 40 grados Celsius (104 °F) .

### Reino Unido
El 23 de julio, Public Health England renovó una advertencia de calor para todo el Reino Unido que insiste a las personas a "mantenerse hidratados, encontrar sombra y protegerse del sol". La misma noche, tormentas eléctricas generalizadas afectaron al país, con BBC Weather reportando alrededor de 48,000 rayos durante la noche.
El 25 de julio, la Oficina Meteorológica anunció que el Reino Unido tuvo su día más caluroso registrado en julio, con una temperatura de 38,1 grados Celsius (100,6 °F) registrado en el Instituto Nacional de Botánica Agrícola (NIAB) en Cambridge. Esto batió el récord anterior de julio de 36,7 grados Celsius (98,1 °F) en 2015, y marcó la segunda vez en la historia que el país había registrado una temperatura superior a 100 grados Fahrenheit (37,8 °C) El 29 de julio, la Oficina Meteorológica anunció la confirmación de que los sensores del Jardín Botánico de la Universidad de Cambridge registraron una temperatura de 38,7 grados Celsius (101,7 °F) el 25 de julio, rompiendo el récord nacional de todos los tiempos de 38,5 grados Celsius (101,3 °F) establecida en Faversham, Kent, en agosto de 2003.
El 25 de julio se establecieron nuevos registros locales de temperatura en pueblos y ciudades de todo el país, incluidos 31,6 grados Celsius (88,9 °F) en Edimburgo y 35,1 grados Celsius (95,2 °F) en Sheffield .

#### Impacto en transporte y vuelos británicos
El 25 de julio, Network Rail comenzó a imponer restricciones de velocidad en toda su red para reducir el pandeo de los rieles, ya que las temperaturas de la pista superaron los 50 grados Celsius (122 °F). Las medidas también incluyeron pintar las vías del ferrocarril de blanco para reducir la temperatura del acero y cancelar los servicios. East Midlands Trains, Southeastern y Greater Anglia aconsejaron a los pasajeros hacer únicamente viajes esenciales.
Muchos incidentes relacionados con el calor en la red ferroviaria del país causaron interrupciones generalizadas, que afectaron especialmente a los servicios interurbanos desde Londres. Se produjeron daños en el equipo de la línea aérea en Peterborough, Handsworth y Camden, así como un incendio en la hierba causado por la rotura de cables cerca de West Hampstead . Los trenes que llegaron y salieron de Birmingham New Street y alrededor de West Midlands también fueron interrumpidos. Se aconsejó a los pasajeros que no hagan nuevos viajes ya que el sobrecalentamiento de los cables aéreos impedía la ejecución de muchos servicios.
El 26 de julio, todo menos los viajes esenciales fueron desaconsejados, después de que el calor extremo y las tormentas causasen severas interrupciones a la red de raíl y aeropuertos. Thameslink operó con servicios reducidos y media de sus líneas inutilizables. El servicio de trenes East Midlands entre Sheffield, Nottingham, Derby y Londres St Pancras estuvo interrumpido debido a daños en los cables aéreos por el calor del día anterior y se estableció un horario de emergencia. Todos los servicios Eurostar de y desde París también fueron suspendidos por un "tiempo indeterminado" debido a un cable explotado, así como los retrasos de hasta una hora en los servicios de Bruselas.
Varios vuelos fueron cancelados y retrasados desde los aeropuertos de Heathrow, Gatwick y London City debido a "condiciones climáticas extremas en toda Europa". Un portavoz de Heathrow dijo que los vuelos habían sido afectados por tormentas durante la noche como resultado del calor.

### Naciones nórdicas
Durante el fin de semana del 27 y 28 de julio, el foco de calor se trasladó al norte hacia las naciones nórdicas, donde Helsinki experimentó su temperatura más alta desde que comenzaron los registros en 1844. La estación meteorológica Helsinki Kaisaniemi registró 33,2 grados Celsius (91,8 °F) el 28 de julio. La temperatura más alta jamás registrada en Bergen (Noruega) fue de 33,4 grados Celsius (92,1 °F) el 26 de julio de 2019.